# Église de Jésus-Christ des saints des derniers jours (Strangite)
1844–1856
Entités précédentes :
- Michigan

Entités suivantes :
- Michigan

L'Église de Jésus-Christ des saints des derniers jours ou Église Strangite, est un mouvement issu de l'église de Jésus-Christ des saints des derniers jours de Joseph Smith, fondateur du mormonisme, centralisé autour de James Strang, prétendu « héritier » et successeur de Smith, qui s'est structuré en une sorte d'« État » sur l'île Beaver sur le lac Michigan.
Érigé en « royaume », elle est dirigée par Strang qui a pris les pleins pouvoirs et s'est fait proclamer « roi ».
Le « Royaume » prend fin après l'assassinat de son chef le 9 juillet 1856. Les partisans de Strang, refusant de reconnaître la descendance de ce dernier, quittèrent l'île et rejoignirent un autre dirigeant mormon, Joseph Smith III.

## Histoire
La présence du mormonisme sur l'île Beaver débute à la mort de Joseph Smith, fondateur de l'église de Jésus-Christ des saints des derniers jours. La plupart des saints des derniers jours ont considéré Brigham Young comme successeur de Smith, mais d'autres ont alors suivi James Strang.
Strang fonde la Strangite, affirmant que c'est la seule suite légitime de l'église de Joseph Smith. Son groupe s'installe à Voree, Wisconsin puis se déplace en 1848 sur l'île Beaver.
Strang est élu à la Chambre des représentants du Michigan en 1853 et en 1855. Il fonde aussi le premier journal du nord du Michigan, le Northern Islander et fait de l'île Beaver le centre d'un nouveau comté, le comté de Manitou comprenant les îles Beaver, Fox, Manitou du Nord et Manitou du Sud. Le comté de Manitou est abandonné par l'État du Michigan en 1895.
Une fois établi sur l'île Beaver, Strang devient polygame alors qu'il était jusqu'alors opposé à ce régime matrimonial et aura ainsi cinq femmes qui lui donneront quatorze enfants.
Le 8 juillet 1850, Strang se proclame roi lors d'une cérémonie en grande pompe, à l'intérieur d'un grand tabernacle construit par ses disciples.
Il s'oppose rapidement aux non-Strangites de l'île dont il est régulièrement accusé de saisir de force leurs biens et de les agresser physiquement. Les conflits entre les deux groupes entraînent de grandes violences. Strang se montre aussi violent et dictatorial envers ses administrés, obligeant même les femmes à se vêtir de bloomer.
Le 16 juin 1856, l' USS Michigan invite à bord Strang. Lorsqu'il descend sur le quai, deux marins l'atteignent par balle par derrière et se réfugient sur le navire. Celui-ci quitte le quai sans qu'ils soient inquiétés et les débarque à l'île Mackinac. Strang meurt de ses blessures le 9 juillet 1856. Des populations venues de l'île Mackinac et de l'île Sainte-Hélène viennent aussitôt confisquer les biens des Strangites et les chasser de l'île.
Le gouverneur du Michigan John J. Bagley (en) abolit le comté en 1877 et en 1895, l'île Beaver est incluse dans le comté de Charlevoix.